# Justo de Trieste
Justo de Trieste (Giusto en italiano) fue martirizado bajo reinado del emperador Diocleciano, en 303, en Aquilea.
San Justo es el santo patrón de la ciudad italiana de Trieste. Está celebrado el 2 de noviembre.

## Tradición
Habría sido martirizado por haberse negado a dejar su fe cristiana. El prefecto Manatius lo hizo torturar sin resultados. Lo hizo entonces lanzar al mar con pesados pesos atados a los pies. La cuerda se rompió, y el cuerpo del santo remontó a la superficie y fue encontrado en la playa donde otros cristianos lo tomaron para amortajarlo.

## Fuente
- Esta obra contiene una traducción  derivada de «Giusto di Trieste» de Wikipedia en italiano, concretamente de esta versión, publicada por sus editores bajo la Licencia de documentación libre de GNU y la Licencia Creative Commons Atribución-CompartirIgual 4.0 Internacional.

- Portal:cristianismo. Contenido relacionado con Catolicismo.

- Datos: Q1356096
- Multimedia: Justus of Trieste / Q1356096